# Graefe-Medaille

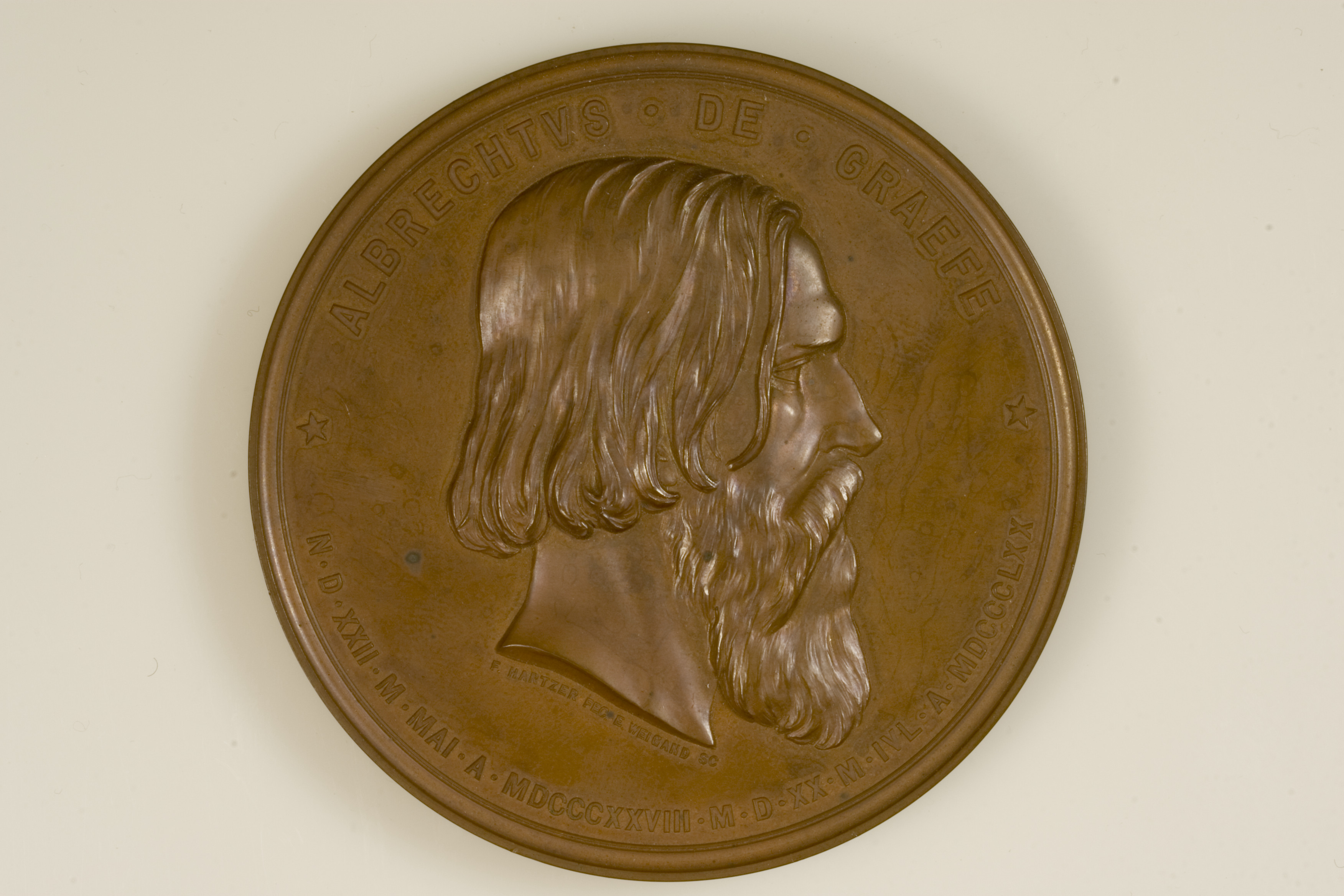
Vorderseite einer bronzenen Ausführung der Graefe-Medaille, die 1886 Hermann von Helmholtz verliehen wurde. Das Original in Gold ist verschollen

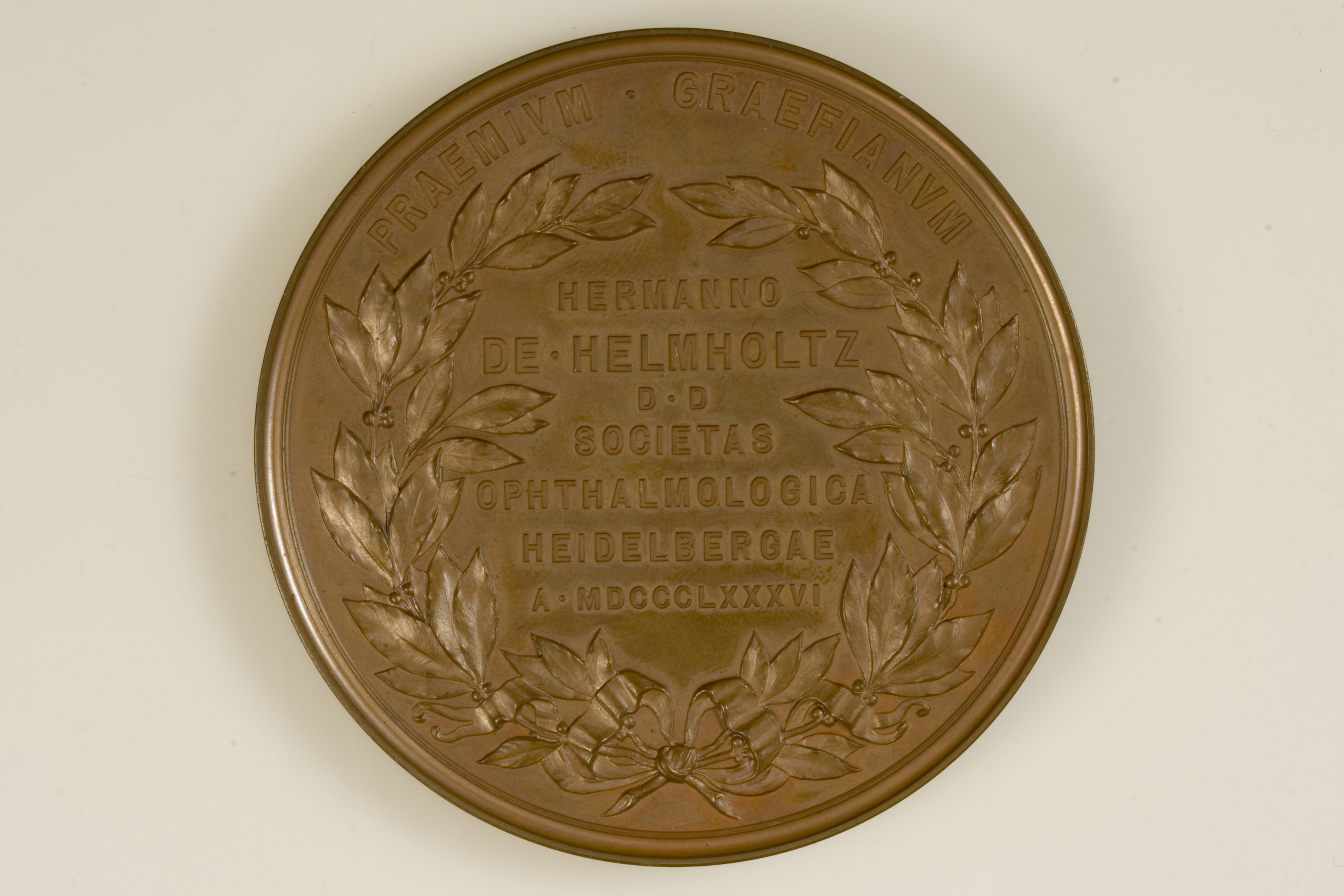
Rückseite derselben Medaille mit der Prägung: „HERMANNO / DE HELMHOLTZ / D. D. / SOCIETAS / OPHTALMOLOGICA / HEIDELBERGAE / A MDCCCCLXXXVI“. Darüber in segmentarischer Umschrift: „PRAEMIVM. GRAEFIANVM“

Die Graefe-Medaille ist eine Ehrung für besondere Verdienste um die Augenheilkunde.

## Vergabe
Die Stiftung dieser Wissenschaftsmedaille wurde 1874 von der „Ophthalmologischen Gesellschaft Heidelberg“, der heutigen Deutschen Ophthalmologischen Gesellschaft (DOG) in Erinnerung an ihren Gründer Albrecht von Graefe beschlossen. Sie ist die höchste wissenschaftliche Auszeichnung der Gesellschaft.
Nach ihrem Statut soll sie „alle zehn Jahre demjenigen zuerkannt werden, der sich unter den Zeitgenossen – ohne Unterschied der Nationalität – die größten Verdienste um die Förderung der Ophthalmologie erworben hat.“ Die Mitgliederversammlung wählt die Preisträgerin oder den Preisträger jeweils auf Vorschlag einer gesondert gewählten neunköpfigen Kommission. Die Ehrenmünze wird dann in einem Festakt im Rahmen der folgenden Jahressitzung überreicht.

## Medaille
Der Avers zeigt das Idealportrait von Albrecht von Graefe im Profil sowie in Umschrift seinen Namen und seine Lebensdaten. Unterhalb des Halsabschnittes befindet sich die Signaturen „F. Hartzer“ sowie daran angehängt die numismatische Abkürzung „FEC.“ (lateinisch fecit ‚hat (es) gemacht‘), die Ferdinand Hartzer, einem Berliner Bildhauer als „Gestalter“ ausweist. Darauf folgt der Name „E. Weigand“ – es handelt sich hierbei wohl um den Medailleur, den Berliner Emil Weigand. Der Zusatz „SC.“ (lateinisch sculpsit ‚hat (es) gestochen‘) lässt darauf schließen.
Auf dem Revers sind in sieben Zeilen zentriert in einem Lorbeerkranz der Name des Geehrten, der Name der Gesellschaft und das Jahr der Verleihung geprägt. Auf beiden Seiten sind die Angaben in lateinischer Sprache und Schrift bzw. in römischen Zahlen gehalten.
Die Münze hat einen Durchmesser von etwa 70 mm und wird jeweils in bisher nicht veröffentlichten Auflagenhöhe in Bronze, vermutlich auch in Silber und als Einzelexemplar für den Preisträger in Gold angefertigt. Zur Medaille gehört ein Etui.
Handschriftliches zur Ausschreibung, erste Entwürfe, sowie ein Gipsabdruck der Graefe-Medaille befinden sich in der Ophthalmologiehistorische Albrecht von Graefe-Sammlung im Berliner Medizinhistorischen Museum der Charité.

## Geschichte
Die erste Vergabe der Graefe-Medaille begann mit einer zwölfjährigen Verspätung. Denn erst 1884 war der Stiftungsfonds mit ausreichenden finanziellen Mitteln versehen und die Verhandlungen über die Gestaltung der Medaille konnten mit Hetzer aufgenommen werden. Die Medaille war dann 1886, im Jahr ihrer ersten Verleihung, fertiggestellt. Am 9. August überreichte Franciscus Cornelis Donders die erste Ausgabe der Graefe-Medaille in Gold feierlich an Hermann von Helmholtz.
Danach kam die Stiftung mehrmalig nicht nur hinsichtlich der Einhaltung des Zehn-Jahres-Turnus in Schwierigkeiten: 1916, mitten im Ersten Weltkrieg, konnte erstmals keine Medaille verliehen werden. Dann entwertete die Inflation von 1923 den Stiftungsfonds fast völlig. Nur eine großzügige Spende des amerikanischen Mitglieds Otto Barkan rettete die Stiftung.
In den Folgejahren kam erschwerend hinzu, der politischen Lage entsprechend, dass Mitglieder wie Gremien zerstritten waren und sich schwerlich auf Kandidaten einigen konnten. So blieben Anton Elschnig für die Beschreibung des Elschnig-Syndroms, Ernst Fuchs für die Fuchs-Endotheldystrophie und Carl Koller, dem Begründer der Lokalanästhesie in der Augenheilkunde, die Graefe-Medaille verwehrt.
Im Nachkriegsjahr 1948 war wiederum an der Organisation einer DOG-Versammlung und Preisverleihung nicht zu denken und so wurde erst 1957 zum hundertjährigen Bestehen der DOG wieder eine Medaille verliehen. 1964 wurde das Statut letztmals geändert.
In der Literatur finden sich die nicht korrekten Bezeichnungen „von Graefe-Medaille“ oder „Albrecht-von-Graefe-Medaille der DOG“. Die Graefe-Medaille ist zudem nicht identisch mit dem von Graefeschen Preis der DOG (mittlerweile: von-Graefe-Preis) oder der Albrecht-von-Graefe-Medaille, die seit 1980 von der Berliner Medizinischen Gesellschaft verliehen wird.

## Liste der Preisträger
- 1886: Hermann von Helmholtz u. a. für die Erfindung des Augenspiegels[8]
- 1896: Theodor Leber für die Forschung zur pathologischen Anatomie und Histologie des Auges
- 1900: Carl von Heß
- 1906: Ewald Hering für sein Hauptwerk Die Lehre vom binocularen Sehen[9]
- 1928: Allvar Gullstrand u. a. für die Entwicklung der Spaltlampe, die die „Mikroskopie des lebenden Auges“ ermöglichte
- 1938: Jules Gonin (postum) für Verdienste um die operative Therapie der Netzhautablösung
- 1957: Rudolf Thiel für Verdienste um die Erforschung des Glaukoms
- 1965: Hans Goldmann für eine Vielzahl an Erfindungen, wie z. B. das Applanationstonometer, das Konturperimeter oder das Dreispiegelkontaktglas
- 1976: Jules François u. a. für sein wissenschaftliches Werk und seine Verdienste um die internationale Ophthalmologie
- 1986: Gerhard Meyer-Schwickerath für die Begründung der Lichtkoagulation, die die Grundlage der modernen Laserkoagulation war
- 1996: Franz Fankhauser für die Grundlagenforschung der computergesteuerten statischen Perimetrie
- 2006: Gottfried O. H. Naumann für die Verdienste um die internationale Ophthalmologie
- 2016: Eberhart Zrenner für seine Grundlagenforschung, die u. a. in die Entwicklung des Retina-Implantats mündete[10]